# Гамільтон-Крік 2
Гамільтон-Крік 2 (англ. Hamilton Creek 2) — індіанська резервація в Канаді, у провінції Британська Колумбія, у межах регіонального округу Томпсон-Нікола.

## Населення
За даними перепису 2016 року, індіанська резервація не ма постійного населення.

## Клімат
Середня річна температура становить 6,5°C, середня максимальна – 21,1°C, а середня мінімальна – -11,8°C. Середня річна кількість опадів – 325 мм.
| Клімат поселення                              | Клімат поселення | Клімат поселення | Клімат поселення | Клімат поселення | Клімат поселення | Клімат поселення | Клімат поселення | Клімат поселення | Клімат поселення | Клімат поселення | Клімат поселення | Клімат поселення | Клімат поселення |
| Показник                                      | Січ.             | Лют.             | Бер.             | Квіт.            | Трав.            | Черв.            | Лип.             | Серп.            | Вер.             | Жовт.            | Лист.            | Груд.            |                  |
| Середній максимум, °C                         | 2,13             | 4,61             | 9,02             | 13,20            | 17,52            | 21,11            | 20,50            | 20,67            | 16,03            | 10,34            | 4,17             | 0,30             |                  |
| Середня температура, °C                       | −4,82            | −2,35            | 2,08             | 6,24             | 10,56            | 14,16            | 17,11            | 17,28            | 12,66            | 6,96             | 0,78             | −3,08            |                  |
| Середній мінімум, °C                          | −11,77           | −9,29            | −4,85            | −0,7             | 3,62             | 7,23             | 13,74            | 13,90            | 9,28             | 3,58             | −2,6             | −6,46            |                  |
| Норма опадів, мм                              | 31               | 18               | 15               | 14               | 29               | 40               | 33               | 26               | 26               | 24               | 34               | 35               |                  |
| Середньомісячна швидкість вітру, м/с          | 2.12             | 2.20             | 2.50             | 2.80             | 2.52             | 2.42             | 2.32             | 2.13             | 2.02             | 2.14             | 2.22             | 2.20             |                  |
| Середньомісячна сонячна радіація, кДж/м²·день | 3399             | 6634             | 11224            | 16322            | 19739            | 21376            | 22454            | 19190            | 13611            | 7784             | 3785             | 2643             |                  |
| --------------------------------------------- | ---------------- | ---------------- | ---------------- | ---------------- | ---------------- | ---------------- | ---------------- | ---------------- | ---------------- | ---------------- | ---------------- | ---------------- | ---------------- |
| Джерело:                                      |                  |                  |                  |                  |                  |                  |                  |                  |                  |                  |                  |                  |                  |